# Swithinbank Moraine
Swithinbank Moraine är en kulle i Antarktis. Den ligger i Västantarktis. Nya Zeeland gör anspråk på området. Toppen på Swithinbank Moraine är 1 153 meter över havet.
Terrängen runt Swithinbank Moraine är varierad. Trakten är obefolkad. Det finns inga samhällen i närheten.